# Jezioro Bodeńskie (film)
Jezioro Bodeńskie – polski film psychologiczny z 1985 w reżyserii Janusza Zaorskiego, będący kompilacyjną adaptacją dwóch utworów Stanisława Dygata: powieści Jezioro Bodeńskie oraz opowiadania Karnawał. Na Międzynarodowym Festiwalu Filmowym w Locarno, w 1986 film otrzymał nagrodę Grand Prix – Złotego Lamparta .

## Charakterystyka filmu
Scenariusz filmu powstał na podstawie dwóch utworów polskiego pisarza Stanisława Dygata: debiutanckiej, autobiograficznej powieści „Jezioro Bodeńskie” napisanej podczas II wojny światowej (1942–1943), a wydanej w 1946 oraz opowiadania „Karnawał” z 1968 . Film stanowiący interpretację przez reżysera Janusza Zaorskiego tych utworów, przedstawia portret psychologiczny młodego polskiego inteligenta, przeżywającego wojnę jako wstrząs duchowy, który zachwiał jego dotychczasowym sposobem myślenia . Ponadto film jest swoistym dyskursem na temat narodowych wad i zalet Polaków, rozumieniem polskości oraz stereotypami zachowania Polaka wobec cudzoziemców . Budowanie dramaturgii filmu polega tu przede wszystkim na dokładnym rejestrowaniu gestów i reakcji bohaterów . W filmie ukazano mity polskiego romantyzmu wraz z nawiązaniem do tzw. chocholego tańca. Jest tu i mickiewiczowska egzaltacja „Do Matki Polki” i widmo Winkelrieda krążące nad górą Mont Blanc, wzięte z „Kordiana” – Juliusza Słowackiego. Narzucają się skojarzenia z pracą Aliny Witkowskiej „Cześć i skandale. O emigracyjnym doświadczeniu Polaków”. Wyraźnie pobrzmiewa motyw XIX-wiecznych „ksiąg przeklętych”, które kształtowały i kształtują polską wyobraźnię. Twórcy kilka razy wyraźnie eksponują tytuł zdobiący okładkę pewnej książki – „Wesela” Stanisława Wyspiańskiego.
Film trwający nieco ponad 82 minuty powstał w 1985, w Zespole Filmowym Perspektywa oraz Telewizji Polskiej na taśmie kolorowej (negatyw: Agfa-Gevaert formatu standardowego 4:3), a wyprodukowała go Wytwórnia Filmów Dokumentalnych i Fabularnych w Warszawie . Premiera filmu odbyła się 5 września 1986(dts), chociaż film został wcześniej zaprezentowany na Międzynarodowym Festiwalu Filmowym w Locarno, gdzie otrzymał główną nagrodę Grand Prix – Złotego Lamparta . Zdjęcia do filmu kręcono w Warszawie . Do filmu powstały dwa plakaty reklamowe autorstwa grafika Andrzeja Pągowskiego. 

## Opis fabuły
Akcja filmu rozgrywa się w 1940 w miejscowości Konstancja nad Jeziorem Bodeńskim, niedaleko granicy ze Szwajcarią, gdzie Niemcy założyli w dawnej szkole obóz dla internowanych . Przebywają w nim głównie Anglicy i Francuzi. Film rozpoczyna się od przybycia do obozu ze statku internowanych, w tym głównego bohatera – młodego Polaka legitymującego się francuskim paszportem, po czym jeden z osadzonych – Roullot przedstawia mu w obozowej stołówce niektórych osadzonych: MacKinleya, Vilberta, Thomsona, braci-bliźniaków Krupskich, Wildermayera, Pociejaka, księdza Cleonta oraz po chwili Francuzkę Suzanne. Ktoś z sali wykrzykuje: „Ludzie! Szwajcaria wypowiedziała wojnę Niemcom!”, po czym zgromadzeni wiwatują. To jednak żarty i pozory. Wśród osadzonych są m.in. dwie młode kobiety: Polka, wesoła blondynka – Janka Birmin z Krakowa, z którą główny bohater prowadzi dowcipne rozmowy i Suzanne, z którą romansuje. Widząc jej zainteresowanie Polską, opowiada o swoim kraju i czyta jej strofy narodowej poezji
„Wesołych Świąt i dalszych zwycięstw w Nowym Roku” – takie życzenia składa podczas wigilii Bożego Narodzenia hitlerowski żołnierz leutnant Klaus grupie osób zgromadzonych w stołówce. „Nawzajem, nawzajem” – odpowiada obecny na sali Polak, główny bohater filmu. Ta scena oddaje panujący nastrój, nieustannie oscylujący między błazenadą a goryczą. Wspomniany dowcipniś i jego towarzysze niedoli oddają się przeróżnym zajęciom: romansują, tańczą, dokuczają sobie, prowadzą długie rozmowy, zabijają czas i robią dobrą minę do złej gry. Przypominają siedzących w kozie uczniów.
Pewnej nocy głównemu bohaterowi śni się ucieczka z obozu, ale nieudana, gdyż – podobnie jak romantycy – nie ma on siły, by dokonać konkretnego czynu. Obraża się na Suzanne, która naiwnie wierzy w polskie mity, a zaczyna adorować przybyłą z nową grupą internowanych młodą i ładną Renee Bleist ze Strasburga. Bliźniacy, bracia Krupscy, trafiają na pamiętnik bohatera i na głos odczytują zapisane tam rozmyślania o Suzanne . Francuz Ruollot ze skonstruowaną przez siebie prymitywną lotnią rzuca się z dachu i ponosi śmierć. Pogrążonym w smutku po tym zdarzeniu internowanym, główny bohater oświadcza: „Bawmy się!” Rozentuzjazmowany tłum w takt „chocholego tańca” zaczyna wiwatować, przeganiając nawet interweniującego leutnanta Klausa. Punktem kulminacyjnym filmu jest miniwykład głównego bohatera, który wygłasza w sali na temat Polski, w którym z pasją ujawnia narodowe kompleksy i wady. W końcowej sekwencji filmu bohater i Suzanne spotykają się po wielu latach podczas zwiedzania gmachu szkoły, w którym mieścił się dawny obóz. Film kończy się odejściem Suzanne, którą wołaniem stara się zatrzymać główny bohater. 

## Obsada
W filmie zagrało kilkudziesięciu polskich aktorów oraz statystów.

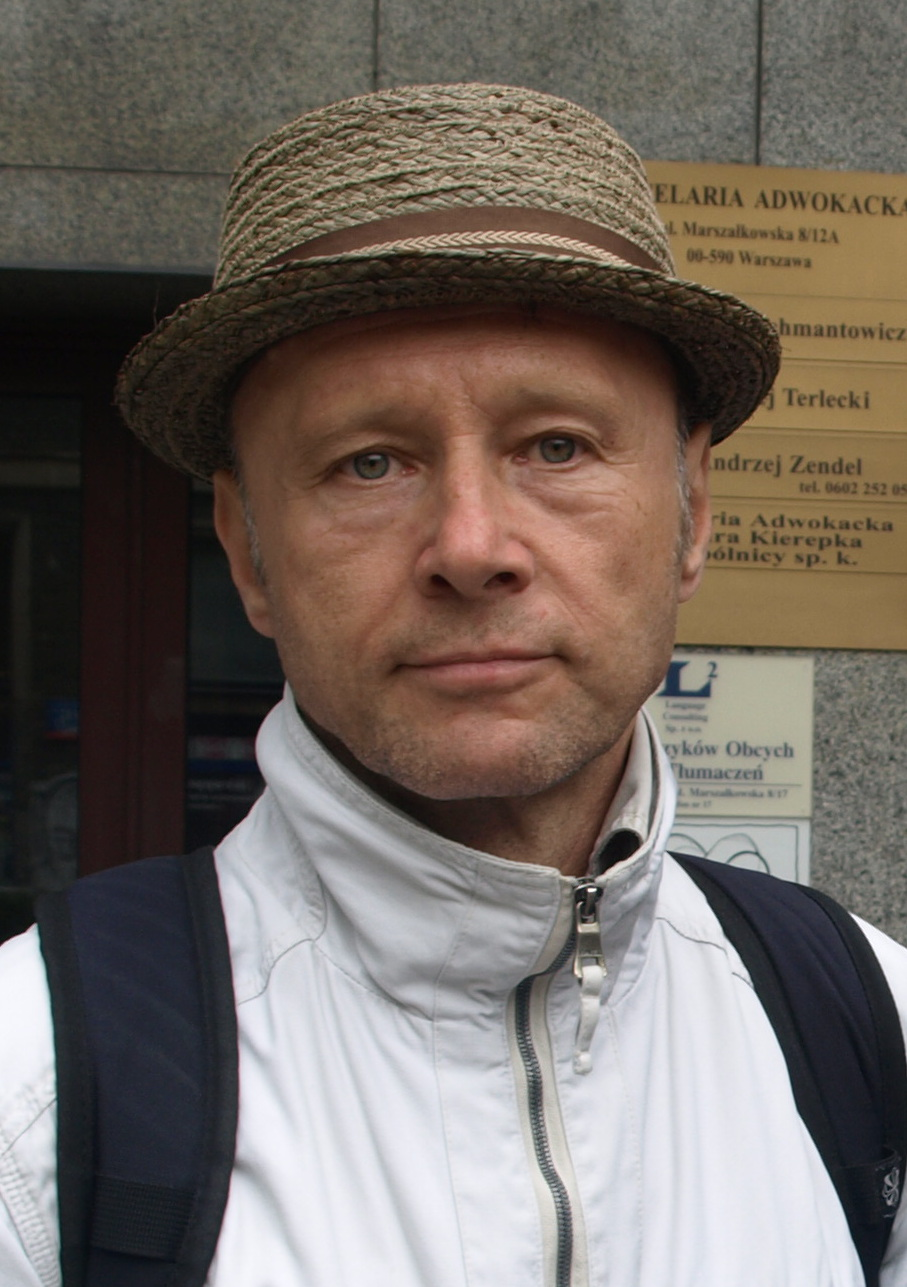
Krzysztof Pieczyński – główny bohater filmu

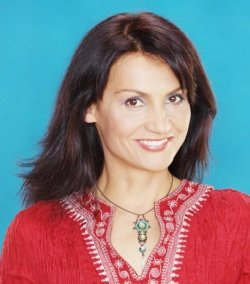
Małgorzata Pieczyńska (Suzanne)

| Obsada aktorska filmu |                       |                               |
| Lp.                   | Aktor                 | Rola                          |
| 1.                    | Krzysztof Pieczyński  | bohater                       |
| 2.                    | Małgorzata Pieczyńska | Suzanne                       |
| 3.                    | Joanna Szczepkowska   | Janka Birmin                  |
| 4.                    | Maria Pakulnis        | Renee Bleist                  |
| 5.                    | Gustaw Holoubek       | Roullot                       |
| 6.                    | Andrzej Szczepkowski  | Thomson                       |
| 7.                    | Henryk Borowski       | Wildermayer                   |
| 8.                    | Krzysztof Zaleski     | Harry Markowski               |
| 9.                    | Krzysztof Gosztyła    | MacKinley                     |
| 10.                   | Wojciech Wysocki      | Vilbert                       |
| 11.                   | Jacek Sas-Uhrynowski  | ksiądz Cleont                 |
| 12.                   | Krzysztof Kowalewski  | Pociejak                      |
| 13.                   | Jan Kociniak          | leutnant Klaus                |
| 14.                   | Janusz Bukowski       | Max Pfitzner                  |
| 15.                   | Adam Ferency          | Jasiek Paluch                 |
| 16.                   | Grzegorz Wons         | Jean Ledoix                   |
| 17.                   | Krzysztof Paszkowski  | Krupski                       |
| 18.                   | Wojciech Paszkowski   | Krupski                       |
| 19.                   | Marcin Troński        | Mulat                         |
| 20.                   | Jacek Domański        | internowany                   |
| 21.                   | Paweł Nowisz          | żandarm niemiecki             |
| 22.                   | Helena Kowalczykowa   | internowana                   |
| 23.                   | Krystyna Wolańska     |                               |
| 24.                   | Bogusław Stokowski    | brodacz grający na harmonijce |
| 25.                   | Franciszek Stawarz    | oficer niemiecki              |
| 26.                   | Zbigniew Korepta      | żandarm                       |
| 27.                   | Stefania Iwińska      | internowana                   |
| 28.                   | Kalina Jędrusik       | kobieta słuchająca Chopina    |
| 29.                   | Józef Kalita          | właściciel piwiarni           |
| 30.                   | Anna Majcher          | kelnerka w piwiarni           |
| 31.                   | Andrzej Szenajch      | mężczyzna w piwiarni          |

## Nagrody
| Nagrody |                               |                                                                                           |
| Rok     | Osoba                         | Nagroda                                                                                   |
| 1986    | Janusz Zaorski, Witold Adamek | Nagroda Kinematografii za najwybitniejsze osiągnięcia programowe w dziedzinie filmu       |
| 1986    | Krzysztof Pieczyński          | 11. Festiwal Polskich Filmów Fabularnych w Gdańsku: nagroda za pierwszoplanową rolę męską |
| 1986    | Maria Pakulnis                | 11. Festiwal Polskich Filmów Fabularnych w Gdańsku: nagroda za drugoplanową rolę kobiecą  |
| 1986    | Maria Pakulnis                | Złoty Ekran (przyznawany przez czasopismo "Ekran")                                        |
| 1986    | Janusz Zaorski                | Międzynarodowy Festiwal Filmowy w Locarno: Grand Prix – Złoty Lampart                     |
| 1986    | Janusz Zaorski                | Międzynarodowy Festiwal Filmowy w Locarno: nagroda jury młodzieżowego                     |
| 1987    | Janusz Zaorski                | Festiwal Filmowy w Strasburgu: nagroda miasta Schiltigheim                                |
| 1987    | Maria Pakulnis                | Nagroda im. Zbyszka Cybulskiego                                                           |